# Kārd
El kārd (en persa significa "ganivet") és un ganivet persa utilitzat a Pèrsia, Índia, Turquia i Armènia. Era utilitzat com a arma com a ferramenta de treball no bèl·lic com els processos gastronòmics. Està fabricat amb acer de crisol o acer carbonitzat. S'utilitzà des de l'edat mitjana.